# Глоувър Райт
Джефри Глоувър-Райт (на английски: Geoffrey Glover-Wright) е британски рок музикант и писател на произведения в жанра трилър.
Пише под псевдонима Глоувър Райт (на английски: Glover Wright), а като музикант ползва псевдонимите Бъди Бритън (Buddy Britten) и Саймън Равърн (Simon Raverne).

## Биография и творчество
Джефри Глоувър-Райт е роден през 1940 г. в Бомбай (сега Мумбай), Индия. След обявяване на независимостта на Индия през 1947 г. семейството му се връща във Великобритания в Хароу, Мидълсекс. Учи се да свири на китара от по-големия си брат, който свири в джаз група, и се запалва по рока след британското турне на Бъди Холи през 1958 г.
След като свири с Винс Тейлър и групата „Плейбойс“ се обръща към импресариото Рел Калверт. Той му дава сценичното име Бъди Бритън и с басистът Рийт Мист и барабанистът Барни Пийкок правят групата „The Regents“, която свири в стила на Бъди Холи. Свирят разнообразни поп и рок песни, както и създават свои собствени. Първият му сингъл „Long Gone Baby“ е издаден през 1962 г. Дълго време свирят в „Star Club“ в Хамбург. Свързват се с лейбълите „Decca Records“ (1962), „Pye-Piccadilly“, „Oriole Records“ (1963) и „Mercury records“. През 1965 г. се връщат на „Пикадили“. През 1966 г. Джефри Глоувър-Райт сформира нова група „Simon Raven Cult“, с която музицира до 1967 г. Записи на негови изпълнения са издавани в периода 1962-1967 г. След прекратяване на дейността на групата се свързва с приятеля си Джон Ленън и остава за известно време като продуцент и автор на песни с „Apple Music“.
Впоследствие работи за американските войски по целия свят. През 70-те прекарва дълго време с наемници и командировани подразделения на специалните части, ангажирани срещу бунтовниците в Оман.
Опитът му от този период води до написването на първия му ръкопис. Първият му роман „The Torch“ („Факелът“) е издаден през 1980 г. След това той напуска и се насочва към писането на трилъри основани на реални събития.
През следващите години освен да пише, запазва активен интерес към проявите, свързани с благотворителни събития за празници за герои, които осигуряват почивки за ранените военнослужещи и техните семейства.
Глоувър Райт умира на 11 октомври 2017 г. в Сейнт Хелиър, Джърси.

## Произведения
- The Torch (1980)
- White Fire (1983)
- The Hound of Heaven (1984)
- Blood Enemies (1987)
- Eighth Day (1991)
Тайната на осмия ден, изд. „Гарант 21“ (1994), прев. Веселин Лаптев
- Shadow of Babel (1993)
- Headhunter (1994)
- Aurora (2003)
- Hard Act (2017)